# Teorema della corda
In trigonometria, il teorema della corda esprime la lunghezza della corda tracciata lungo una circonferenza e l'angolo sotteso dalla corda stessa.  Data una circonferenza di raggio {\displaystyle R}, e una corda tracciata tra due punti {\displaystyle A} e {\displaystyle B} della circonferenza, l'angolo sotteso dalla corda stessa con vertice al centro della circonferenza è detto angolo al centro; ciascun angolo sotteso dalla corda e con vertice sulla circonferenza è detto angolo alla circonferenza
{\displaystyle {\overline {AB}}=2R\ \sin \alpha =2R\ \sin {\frac {\beta }{2}}},
dove {\displaystyle \alpha } è l'angolo alla circonferenza e {\displaystyle \beta } è l'angolo al centro.
Osserviamo che una corda sottende due tipi diversi di angoli alla circonferenza: la corda taglia infatti la circonferenza in due parti. Gli angoli che hanno il vertice sulla parte più grande sono acuti, quelli con il vertice sulla parte più piccola sono ottusi. La somma dei due angoli è però un angolo piatto, così si ha che
{\displaystyle \sin \alpha _{1}=\sin(\pi -\alpha _{2})=\sin \alpha _{2}},
per cui l'enunciato del teorema non presenta alcuna ambiguità.

## Dimostrazione

Figura 1: il teorema della corda con l'angolo al centro

La dimostrazione del teorema per l'angolo al centro segue da elementari considerazioni geometriche: considerando la figura 1 a fianco, la bisettrice dell'angolo al centro forma il triangolo rettangolo {\displaystyle AHO}, a cui è possibile applicare le comuni formule trigonometriche:
{\displaystyle {\overline {AB}}=2{\overline {AH}}=2R\ \sin A{\widehat {O}}H=2R\sin {\frac {\beta }{2}}}.
Per quanto riguarda l'angolo al centro, è sufficiente dimostrare che esso è il doppio dell'angolo alla circonferenza, il che si ottiene facilmente dalla seguente costruzione: data una corda {\displaystyle AB} con l'angolo alla circonferenza {\displaystyle \alpha } di vertice {\displaystyle C}, posto sul maggiore degli archi individuati da {\displaystyle A} e {\displaystyle B}, e l'angolo al centro {\displaystyle \beta } di vertice {\displaystyle O}, si traccia la retta che passa per il vertice dell'angolo alla circonferenza e per il centro.
Facendo riferimento alla figura 2 in basso a destra, sia {\displaystyle D} l'intersezione tra {\displaystyle OB} e {\displaystyle AC}. Valgono allora le seguenti relazioni:
{\displaystyle {\begin{matrix}O{\widehat {B}}C&=&O{\widehat {C}}B=\alpha +\gamma &({\overline {OC}}={\overline {OB}})\\O{\widehat {D}}C&=&\beta +\gamma &{\mbox{(angolo esterno del triangolo }}ADO{\mbox{)}}\\\omega +\beta &=&(\beta +\gamma )+\gamma =\beta +2\gamma &{\mbox{(angolo esterno del triangolo }}ODC{\mbox{)}}\\\omega +\beta &=&O{\widehat {C}}B+O{\widehat {B}}C=2(\alpha +\gamma )=2\alpha +2\gamma &{\mbox{(angolo esterno del triangolo }}COB{\mbox{)}}\end{matrix}}}

Figura 2: angoli al centro e alla circonferenza

Confrontando le ultime due uguaglianze segue {\displaystyle \beta +2\gamma =2\alpha +2\gamma } e {\displaystyle \beta =2\alpha }.

### Dimostrazione geometrica
Un'ulteriore dimostrazione può essere fatta nel modo seguente: 

consideriamo il caso particolare della Figura 2 nella condizione {\displaystyle \omega =0}, ovvero quando la retta a tratti è parallela al raggio {\displaystyle AO}.

Dal punto {\displaystyle A} si può sempre tracciare un diametro che passi per il centro {\displaystyle O} e che individui il punto diametralmente opposto {\displaystyle C}, dove l'angolo alla circonferenza è metà dell'angolo al centro:
{\displaystyle A{\widehat {C}}B=\alpha ={\frac {1}{2}}\beta }.
In questo caso, il triangolo {\displaystyle ABC} è rettangolo perché inscritto in una semicirconferenza e quindi vale {\displaystyle AB=AC\sin \alpha } cioè {\displaystyle AB=2R\sin \alpha }.